# 克劳迪娅·文德利希
克劳迪娅·文德利希（德語：Claudia Wunderlich，1956年2月16日—），德国前女子手球运动员。她曾代表东德国家队参加1980年夏季奥林匹克运动会手球比赛，获得一枚铜牌。